# Eunice ehlersi
Eunice ehlersi är en ringmaskart som beskrevs av Gravier 1900. Eunice ehlersi ingår i släktet Eunice och familjen Eunicidae. Inga underarter finns listade i Catalogue of Life.